# Тарабильдене, Домицеле
Домице́ле Тарабильде́не (Тарабилдене; лит. Domicelė Tarabildienė; 9 мая 1912, Андронишки Вилькомирского уезда, ныне Андрёнишкис Аникщяйского района) — 8 сентября 1985, Вильнюс) — литовская художница, график, скульптор, иллюстратор книг; заслуженный деятель искусств Литовской ССР (1962), народный художник Литовской ССР (1974), лауреат Государственной премии Литовской ССР (1972).

## Биография
Родилась в местечке Андронишки Вилькомирского уезда в многодетной семье. В 1924—1928 годах училась в прогимназии в Рагуве, затем в гимназии в Паневежисе (1928—1929). С детства рисовала и лепила из глины. В 1929—1935 годах училась в Каунасской художественной школе, в студии скульптуры у Юозаса Зикараса и Каетонаса Склерюса, посещала занятия по графике. Художественную школу окончила с рекомендацией продолжить учёбу за границей.
С 1929 года иллюстрировала книги для литовских и заграничных издательств. В 1932 году участвовала в конкурсе плаката Литовского авиаклуба. В 1933 году вместе с мужем Пятрасом Тарабилдой приняла участие в конкурсе почтовой марки, посвящённой совершившим трансатлантический перелёт и погибшим Стяпонасу Дарюсу и Стасису Гиренасу и заняла первые места.
Состояла членом Общества Н. К. Рериха (с 1935 года), Литовского авиаклуба, Литовского общества женщин художниц (1938—1940). С 1935 года участвовала в художественных выставках со своими произведениями графики, живописи, скульптуры. В 1937 году на Всемирной выставке в Париже за иллюстрации к книгам для детей вместе с мужем получила золотую медаль. В 1937—1939 годах училась в Высшей школе декоративного искусства в Париже.
В 1940—1941 годах публиковала рисунки в периодической печати — в сатирическом журнале «Шлуота» („Šluota“), в журнале для детей и подростков «Гянис» („Genys“), в ежедневной газете «Тарибу Летува» („Tarybų Lietuva“).
В 1941—1945 годах жила и работала в Укмерге, позднее в Каунасе, с 1953 года (по другим сведениям с 1967 года) — в Вильнюсе.
Муж — художник Пятрас Тарабилда. Дети — художники Арунас Тарабилда и Казис Римтас Тарабилда, архитектор Гедре Домицеле Тарабилдайте-Контвайнене, Рамонас Тарабилда.
Умерла в Вильнюсе. Похоронена на Антокольском кладбище.

## Творчество
Создавала скульптуры и скульптурные композиции. Иллюстрировала и оформила около 200 книг для издательств в Литве, Москве, Киеве, Риге, Таллине, в том числе учебников. Чаще всего иллюстрировала книги литовских писателей для детей и юношества — „Cukriniai avinėliai“ (1935) и „Nemuno šalies pasakos“ (1948) Пятраса Цвирки, „Auksinis batelis“ Броне Буйвидайте (1936), „Jonas pas čigonus“ и „Kiškių sukilimas“ Казиса Бинкиса (1937), несколько книг Стяпаса Зобарскаса, „Lietuvių liaudies dainos vaikams“ Ядвиги Чюрлёните (1948), сборник Жемайте (1949), „Kiškio dovanos“ Эдуардаса Межелайтиса (1949), „Dangus griūva“ Казиса Боруты (1955), „Dangus griūva“ Костаса Кубилинскаса (1956), „Jūratė ir Kastytis“ Майрониса (1957), „Mikutis gamtininkas“ Вайжгантаса (1972) и множество других.
Занималась графикой (эстампы, экслибрисы, плакаты), живописью (преимущественно в жанрах портрета и натюрморта) и керамикой, а также фотографией, создавая экспериментальные фотокомпозиции со своими собственными фотопортретами в различных образах.
Многочисленные персональные выставки проходили в Каунасе ([1950, 1961, 1973), Шяуляй, Паланге, Клайпеде (1951), Вильнюсе (1952, 1961, 1973), Москве (1954), Йонаве, Капсукасе (1961), Дели (1975), Эрфурте (1981). Выставка фотографий Тарабильдене состоялись во Вроцлаве (2007) и Глазго (2013). Произведения хранятся в Литовском художественном музее (Вильнюс), Национальном художественном музее Чюрлёниса (Каунас), Национальном музее Литвы, Государственной Третьяковской галерее и других собраниях.

## Награды и звания
- 1954 — Орден «Знак Почёта»[6]
- 1962 — Заслуженный деятель искусств Литовской ССР
- 1972 — Государственная премии Литовской ССР
- 1974 — Народный художник Литовской ССР
- 1982 — Орден Дружбы народов

## Память
В 1988 году на доме по улице Антакальнё, в котором жила художница в 1967—1985 годах, была установлена мемориальная таблица. В 2014 году на том же месте была открыта обновлённая памятная доска . 
Именем Домицеле Тарабильдене названа одна из улиц в вильнюсском районе Панеряй.
В честь художницы выпускались сувенирный почтовый конверт (художник Антанас Римантас Шакалис, 2012), марка почты Литвы номиналом в 2 лита (тираж 100 тысяч экземпляров; художник Аушряле Раткявичене, 2012). К столетию Домицеле Тарабильдене состоялась юбилейная выставка в Литовском художественном музее.
Центр детской литературы Литовской национальной библиотеки имени Мартинаса Мажвидаса и Литовское отделение Международного совета по детской и юношеской литературе (IBBY) учредили ежегодную премию, которая вручается весной художникам за самую красивую книгу для детей и юношества прошедшего года.